# Eremopeza gigas
Eremopeza gigas is een rechtvleugelig insect uit de familie Pamphagidae. De wetenschappelijke naam van deze soort is voor het eerst geldig gepubliceerd in 1914 door Kirby.